# Laini Otis
Laini Otis (* 15. Dezember 1978) ist das Pseudonym einer deutschen Autorin von Contemporary Romance- und Young Adult-Romanen. Unter dem Zweitpseudonym Cat Dylan veröffentlicht die Autorin Fantasygeschichten.

## Leben und Wirken
Laini Otis ist in einer kleinen Stadt im Süden Deutschlands geboren und aufgewachsen.
Otis veröffentlicht seit 2016 ihre Werke. Zu ihren Verlagen zählen der Carlsen Verlag, Droemer Knaur und Romance Edition. Seit 2017 ist sie auch als Selfpublisher tätig.
Am 28. Oktober 2016 startete sie mit ihrer Call-it-magic Reihe und dem Titel Nachtschwärmer neben fünf weiteren Titeln das neue, erfolgreiche Imprint Dark Diamonds des Carlsen-Verlags. Ihr Slogan Jede Geschichte beginnt mit einem Song bezieht sich auf ihr Schreibverhalten. Ohne einen Song kann die Autorin keine Geschichte schreiben, die somit völlig frei, also ohne zu plotten aus ihr fließen.
Für ihr Debüt Sound of Love erteilte Frontman Billy McCarthy, der bereits aufgelösten Band We Are Augustines persönlich die Erlaubnis, Teile ihres Songtextes Chapel Song zu verwenden.
Nach einigen Umzügen lebt und arbeitet Laini Otis in Baden-Württemberg. Sie ist zweifache Mutter und geschieden.

## Bibliografie

### Urban Fantasy
- Soul Gods. Pandoras Fluch. Selfpublishing, 2018, ISBN 978-3752841077
- Call it bliss. Hexenbann. Dark Diamonds, Carlsen, 2018, ISBN 978-3-646-30138-0
- Call it magic 1. Nachtschwärmer. Dark Diamonds, Carlsen, 2016, ISBN 978-3551300935
- Call it magic 2. Feentanz. Dark Diamonds, Carlsen, 2017, ISBN 978-3551301062
- Call it magic 3. Wolfsgeheimnis. Dark Diamonds, Carlsen, 2017, ISBN 978-3551301161
- Call it magic 4. Vampirblues. Dark Diamonds, Carlsen, 2017, ISBN 978-3-646-30071-0
- Call it magic 5. Wandelfieber. Dark Diamonds, Carlsen, 2018, ISBN 978-3-646-30072-7
- Seasons of Magic. Sonnenfunkeln. Dark Diamonds, Carlsen, 2018 ISBN 978-3-646-30115-1

### Young Adult
- Street Love. Für immer die deine. impress, Carlsen, 2017, ISBN 978-3-551-30102-4
- Street Heart. Nie mehr ohne dich. impress, Carlsen, 2018, ISBN 978-3551301451
- Thunder. Donner meines Herzens. impress, Carlsen, 2018, ISBN 978-3-646-60436-8

### Contemporary Romance
- Sound of Love. Romance Edition, 2016, ISBN 978-3903130166
- Summer of Heartbeats. Romance Edition, 2017, ISBN 978-3903130203
- Whisky Heart, feelings. Droemer Knaur, 2018, ISBN 978-3426216514
- Me, my friends & one wedding. Rebel. Selfpublishing, 2017